# One More Night (utwór muzyczny Esther Hart)
One More Night – utwór holenderskiej wokalistki Esther Hart, nagrany i wydany w formie singla w 2003 oraz umieszczony na debiutanckim albumie studyjnym artystki pt. Straight from the Hart. Piosenkę napisali Tjeerd van Zanen i, mający polskie korzenie Alan Michael.
W styczniu 2003 utwór został ogłoszony jedną z 32 piosenek dopuszczonych do udziału w Nationaal Songfestival 2003, krajowych eliminacjach do Konkursu Piosenki Eurowizji. Został zakwalifikowany do stawki konkursowej spośród ponad 500 propozycji. Został wykonany przez Hart w drugim półfinale selekcji, który odbył się 8 lutego w Hart van Holland w Nijkerku, i awansował do finału, rozegranego 1 marca w hali Ahoy w Rotterdamie. Pokonawszy siedem innych propozycji zwyciężył w głosowaniu telewidzów, zostając utworem reprezentującym Holandię w finale 48. Konkursu Piosenki Eurowizji. 24 maja zajął w nim 13. miejsce na 26 piosenek. Po finale Eurowizji twórcy piosenki otrzymali Nagrodę Artystyczną im. Marcela Bezençona, przyznawaną dla najlepszej propozycji konkursowej przez byłych zwycięzców konkursu.

## Lista utworów
CD Single
1. „One More Night” – 3:00
2. „One More Night” (Live) – 3:00

(Wykonanie na żywo w audycji Evers Staat Op w Radio 538)

## Notowania na listach przebojów
| Kraj     | Lista (2003)          | Miejsce |
| -------- | --------------------- | ------- |
| Holandia | Dutch Singles Top 100 | 26.     |